# Post-romantisme
Le romantisme tardif, post-romantisme ou postromantisme est un ensemble d'initiatives et d'attitudes culturelles apparues à la fin du XIXe siècle et au début du XXe siècle, dans le prolongement de la période du romantisme.

## Littérature
La période du post-romantisme en poésie de langue anglaise est définie comme le milieu et la fin du XIXe siècle, mais elle inclut la poésie beaucoup plus ancienne de Letitia Elizabeth Landon et d'Alfred Tennyson.
En littérature française, Gustave Flaubert a parfois été décrit comme un écrivain ayant tourné le dos au romantisme de ses débuts pour passer au réalisme : « L'échec d'Emma, son suicide, c'est la façon dont il prend congé avec le passé, c'est le Flaubert romantique qui meurt avec son héroïne. À travers elle, il se met à mort. ». La poésie de Paul Verlaine a aussi été caractérisée par une « mélancolie post-romantique. ».

## Musique
Le post-romantisme en musique désigne une période de transition prolongeant et exacerbant le mouvement romantique. Il est caractérisé par l'utilisation de formes musicales plus développées, utilisant un orchestre souvent démesuré et recourant à un langage harmonique de plus en plus complexe qui aboutira progressivement à l'expressionnisme puis à l'abandon de la tonalité par Arnold Schönberg et la Seconde école de Vienne. Certains musicologues font débuter le mouvement vers 1840, date à partir de laquelle le romantisme amorce son déclin, ; tandis que d'autres situent plutôt son apparition dans les années 1880, décennie marquée par le décès de Richard Wagner. La fin du post-romantisme est plus difficile à dater, mais le mouvement commence à décliner dès l'arrivée de la vague impressionniste puis, à partir de 1908, lorsque Schönberg écrit ses premières compositions atonales,. Après la Première Guerre mondiale qui marque un tournant, l'esthétique post-romantique s'étiole mais reste encore présente sous une forme résiduelle dans les années 1920 et 1930. Brigitte François-Sappey, spécialiste de ce courant musical, estime quant à elle que le post-romantisme allemand s'est en réalité prolongé jusqu'en 1949, l'année de la mort de Richard Strauss. En conclusion de son article sur le post-romantisme anglais, le musicologue et musicien Jérôme Rossi indique que l'évolution plus « internationale » de ce mouvement est liée à l'essor du cinéma et en particulier de la musique de film qui permet à ce courant musical de perdurer encore de nos jours.

### L'influence de Richard Wagner

Affiche de l'opéra Sigurd d'Ernest Reyer

Figure incontournable du romantisme d'outre-Rhin, Richard Wagner a marqué de son empreinte une grande partie du continent européen dont l'Angleterre. Bâti sur la notion de Gesamtkunstwerk (« œuvre d'art totale »), son style influence d'abord directement certains compositeurs allemands contemporains comme Engelbert Humperdinck, notamment dans ses opéras Hänsel und Gretel et Königskinder dans lesquels le musicien soumet des airs folkloriques et populaires à un traitement wagnérien. L'influence de Wagner irrigue également la musique de son propre fils Siegfried Wagner (auteur de nombreux opéras), ainsi que celle d'Eugen d'Albert. Le compositeur Hans Pfitzner, créateur de l'opéra à succès Die Rose vom Liebesgarten (dont l'intrigue se rapproche de celle de Tannhäuser) a développé, quant à lui, une esthétique très conservatrice, notamment dans Palestrina.
Mais c'est en France que Wagner fit le plus d'adeptes. Dès les années 1880, on voit fleurir de nombreux opéras français inspirés par des mythes médiévaux et recourant à des leitmotivs ou procédés wagnériens, tels que Sigurd (1884) d'Ernest Reyer, Le Roi d'Ys (1888) d'Édouard Lalo, Fervaal (1897) de Vincent d'Indy ou Le Roi Arthus (1903) d'Ernest Chausson. La grand novateur Claude Debussy lui-même, avait été très marqué par Wagner dans sa jeunesse, notamment par Tristan et Isolde et surtout Parsifal dont il se souviendra dans sa cantate La Damoiselle élue (1893) et la musique scénique du Martyre de saint Sébastien (1911).

### Dépassement du wagnérisme et enrichissement du langage harmonique

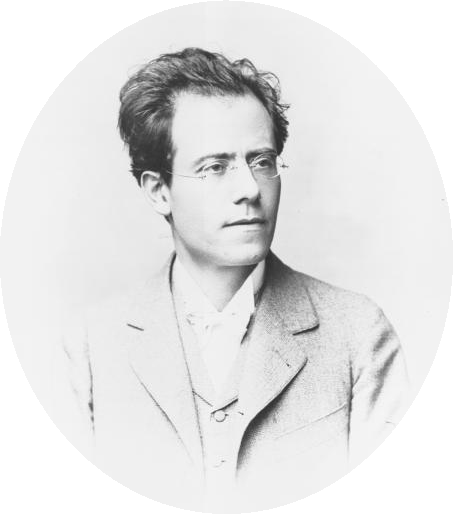
Gustav Mahler influencera la Seconde école de Vienne.

Certains compositeurs romantiques européens ont tentés de se dégager de la figure tutélaire de Richard Wagner, c'est notamment le cas de Johannes Brahms qui a préféré opter pour un style plus classique et traditionaliste tout en conservant une « âme romantique » souvent tendue et tourmentée. Proches des idées de Brahms, on peut également citer ses compatriotes Max Bruch et Max Reger dont le style annonce le futur mouvement néo-classique.
Beaucoup plus marqué par l'esthétique wagnérienne, l'autrichien Anton Bruckner a su également utiliser la forme classique de la symphonie dans un cadre romantique, tout en conservant un style profondément original. Son orchestration, parfois proche des registres de l'orgue, ainsi que l'ambiguïté de son harmonie ont préparé le terrain à son compatriote Gustav Mahler. Très grand chef d'orchestre, ce dernier a également eu Richard Wagner comme modèle. Ses symphonies grandioses et démesurées doivent énormément à celles de Bruckner, mais sa carrière de chef d'orchestre a aussi laissé des traces profondes dans son œuvre qui peuvent expliquer un certain éclectisme stylistique. Encore plus que Wagner, Mahler a été le modèle des compositeurs de la future Seconde école de Vienne qui ont permis l'irruption de la musique moderne et notamment de l'atonalité. Son épouse Alma Mahler, musicienne elle-même, perpétuera le style post-romantique dans ses propres lieder,. Né la même année que Mahler, le post-wagnérien Hugo Wolf (1860-1903) a lui-aussi écrit d'innombrables lieder dont une vingtaine furent orchestrés.
Autre contemporain de Mahler, l'allemand Richard Strauss aura une longévité encore plus grande et peut être considéré comme le compositeur post-romantique par excellence,. Musicien souvent surprenant et audacieux, il réussit lui-aussi à s'extirper de ses influences wagnériennes initiales pour plonger dans la modernité expressionniste avec deux opéras : Salomé (1905) et Elektra (1909), tous deux d'une grande violence tant sur le plan du traitement des voix qu'au niveau de l'harmonie. Abandonnant par la suite ce registre sombre et sans concession, Strauss optera pour un style néo-classique qui conviendra mieux aux opéras qu'il composera à partir des années 1910 comme Le Chevalier à la rose (1911) ou Ariane à Naxos (1912 et 1916). Dans la lignée de Richard Strauss, d'autres compositeurs comme Franz Schreker, Alexander von Zemlinsky et Erich Wolfgang Korngold ont poussé à leur paroxysme les harmonies capiteuses et l'extrême raffinement du langage post-wagnérien. Également chef d'orchestre, Franz Schreker dirigea par ailleurs en 1913 la création des Gurre-Lieder, oratorio monumental pour très grand orchestre d'Arnold Schönberg qui atteint les limites du genre post-romantique.
En Italie, des héritiers du vérisme comme Francesco Cilea, Riccardo Zandonai, Umberto Giordano, Franco Alfano et surtout Giacomo Puccini tentent de la même manière d'aller au-delà au wagnérisme en élaborant des constructions musicales très sophistiquées tant sur le plan de l'orchestration qu'au niveau harmonique. C'est notamment le cas avec Turandot, le dernier opéra de Puccini, dans lequel ce dernier n'hésite pas à s'échapper du cadre de la stricte tonalité en s'inspirant des recherches les plus audacieuses initiées par Schönberg. Avant ce chef-d'œuvre posthume de Puccini, la pièce Turandot (en) de Carlo Gozzi avait déjà fait l'objet d'un précédent opéra composé par Ferruccio Busoni. Musicien indépendant et précurseur visionnaire, Busoni est surtout connu pour avoir été l'un des maîtres d'Edgard Varèse, l'un des grands noms de la musique moderne et électroacoustique.
Après la première guerre mondiale, et tout particulièrement dans les années 1920-1930, on voit se développer en Allemagne et en Autriche un nouveau genre d'opéra basé sur le Zeitoper (« opéra dans l'air du temps ») qui contribuera peu à peu au crépuscule du post-romantisme,. Ce style d'opéra renouvelait profondément le genre en introduisant des éléments plus modernes sur la scène (comme le téléphone ou la radio) ou en recourant à des musiques empruntées à la variété et au jazz. Parmi les opéras influencés par le Zeitoper, on peut citer Jonny spielt auf (1927) d'Ernst Křenek (qui fut un élève de Franz Schreker) et surtout les célèbres Opéra de quat'sous (1928) et Grandeur et décadence de la ville de Mahagonny (1929) de Kurt Weill qui deviendra par la suite un compositeur très apprécié de comédies musicales en Amérique.

### L'essor du nationalisme musical
Dans la seconde partie du XIXe siècle, on assiste aussi à une résurgence de l'idée nationale. Celle-ci s'incarne tout d’abord en Allemagne sous la forme du Volksgeist (« l'esprit du peuple »), puis en Italie avec certains opéras d'inspiration patriotiques de Giuseppe Verdi, avant de se répandre en Europe centrale. Afin de se libérer de la domination des traditions musicales allemandes et italiennes, certains pays environnants décident de mettre en avant leurs caractéristiques nationales telles que la modalité (entre-autres celle du plain-chant), les rythmes et mélodies hérités du folklore local ainsi que leurs instruments typiques.

#### En France

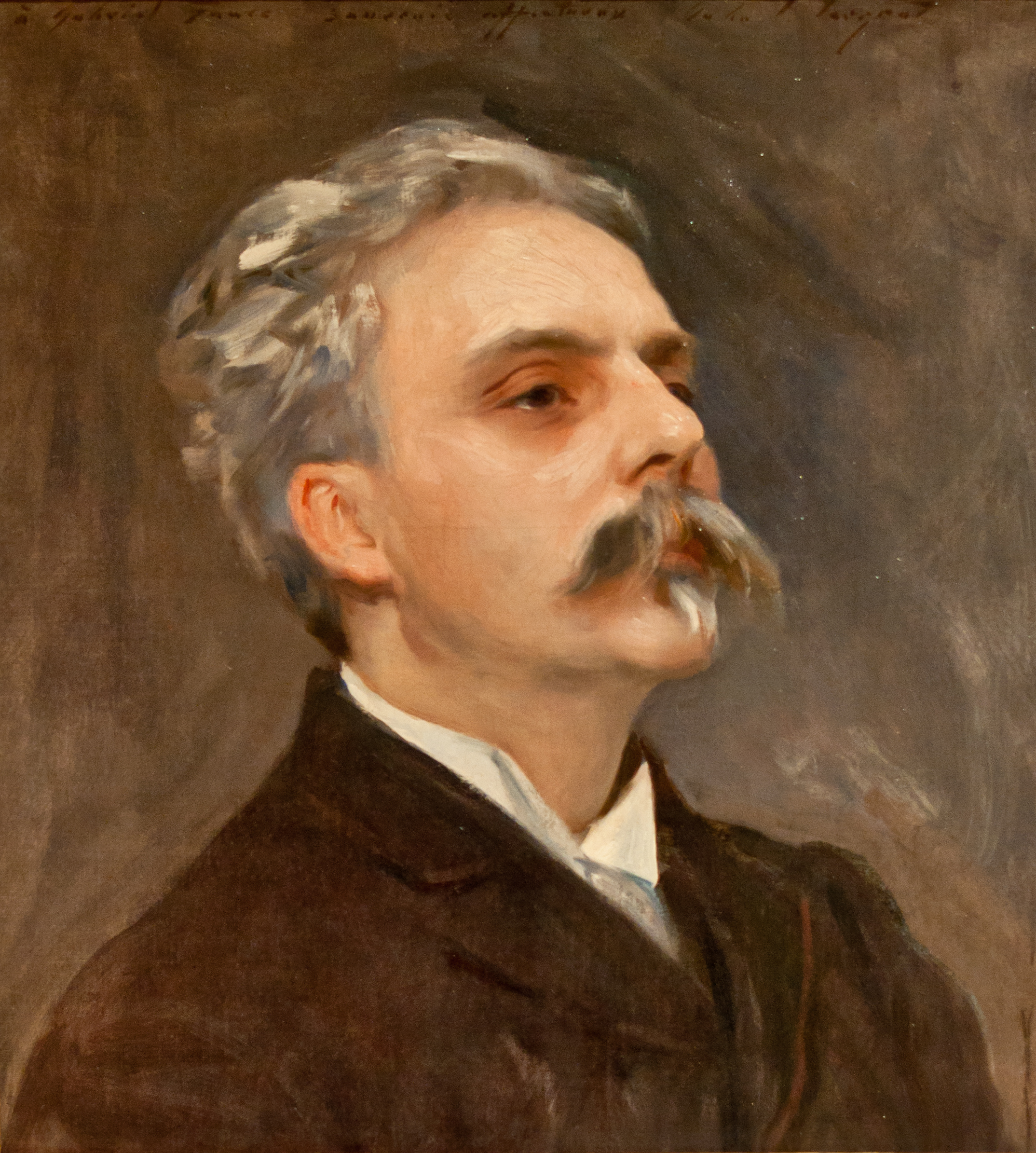
Gabriel Fauré incarne une certaine idée de la musique française.

Initiateur de l'« école française », le compositeur et organiste César Franck enseignera à de nombreux élèves souvent attachés à un certain nationalisme comme Henri Duparc, Vincent d'Indy, Ernest Chausson, Guy Ropartz et Guillaume Lekeu. Son contemporain Camille Saint-Saëns, doté d'une longévité exceptionnelle, s'est détourné quant à lui de Wagner et a réussi à développer son style très français grâce à une grande maîtrise formelle. Sans être réellement wagnérien, Gabriel Fauré s'inscrit également dans le courant de l'école nationale française, ne serait-ce que par la spécificité de ses mélodies. Fervente admiratrice de ce dernier, la compositrice Mel Bonis a d'abord écrit plusieurs œuvres post-romantiques avant de composer dans un style plus impressionniste. Parmi les autres compositrices françaises post-romantiques, on peut également citer Augusta Holmès et Cécile Chaminade.
Musicien indépendant, Paul Dukas s'est, quant à lui, d'abord rendu célèbre avec le poème symphonique L'Apprenti sorcier d'après une ballade de Goethe, puis son style évoluera après sa découverte de Claude Debussy, tout en conservant une sensibilité toute personnelle. Dukas enseignera à de nombreux compositeurs importants du XXe siècle comme Olivier Messiaen et Joaquin Rodrigo.

#### En Espagne
Très appréciée et souvent pastichée par de nombreux compositeurs européens tout au long du XIXe siècle, la musique populaire espagnole fait partie des styles nationaux parmi les plus facilement repérables par des auditeurs non hispaniques. Felipe Pedrell fut le premier musicien à valoriser le folklore espagnol afin que son pays puisse se soustraire de l'influence wagnérienne alors omniprésente. Tous élèves de Pedrell, des compositeurs comme Isaac Albéniz et Enrique Granados puisèrent eux-aussi à la fois dans des traditions comme la zarzuela, dans le répertoire romantique de Franz Liszt et dans celui de la nouvelle génération des musiciens français. Célèbre violoniste virtuose, Pablo de Sarasate fut également un compositeur post-romantique parmi les plus connus.

#### En Hongrie
Au début du XXe siècle, les compositeurs Zoltán Kodály et Béla Bartók ont longuement étudié les mélodies populaires de leur pays afin d'élaborer une musique nationale spécifiquement hongroise. Bartók, avant de devenir un musicien s'inscrivant clairement dans le courant moderniste, avait d'abord été influencé par Richard Strauss, notamment dans son poème symphonique Kossuth qui glorifie la figure héroïque du patriote Lajos Kossuth. Bartók pensait que la vigueur du folklore hongrois pouvait renouveler le système harmonique de la musique occidentale, notamment en utilisant des intervalles de quarte et de septième plutôt que des accords de dominante. Quant à son collaborateur Kodály, il a composé des œuvres ouvertement nationalistes et patriotiques comme Psalmus Hungaricus et Háry János tandis qu'après Kossuth, Bartók a préféré minimiser (notamment dans les titres de ses pièces) le caractère profondément hongrois de son inspiration.

#### En Pologne
Terre de naissance du célèbre compositeur franco-polonais Frédéric Chopin, qui connaissait lui-même parfaitement la musique populaire de son pays, la Pologne a été représentée au XIXe siècle par des musiciens comme Stanisław Moniuszko, Henryk Wieniawski et Ignacy Paderewski. Le renouveau national a eu lieu plus tard, notamment avec le pianiste et compositeur Karol Szymanowski qui a su marier les traditions musicales de son pays avec les avancées de l'avant-garde occidentale du début du XXe siècle. Après s'être d'abord passionné pour l'œuvre de Richard Wagner, il s'en est vite détaché pour développer une musique inspirée par le folklore polonais notamment dans le ballet Harnasie et surtout dans son Stabat Mater. Musicien au talent singulier, Szymanowski saura s'extraire de ses influences nationalistes sans abandonner son style d'une grande sensualité parfois teintée d'orientalisme.

#### En République tchèque
Prenant la suite de son compatriote Bedřich Smetana, Antonín Dvořák a signé de nombreuses œuvres concertantes, religieuses et symphoniques dont la célèbre Symphonie du Nouveau Monde basée sur des airs issus d'un folklore inventé à partir de sa vaste connaissance de la musique populaire tchèque. Le compositeur Zdeněk Fibich, de neuf ans son cadet, perpétue le même héritage. Le style national tchèque intègre certains éléments du romantisme germanique, ce qui le rend légèrement plus « occidental » et contribue à sa popularité. D'origine morave, Leoš Janáček a emprunté lui-aussi son harmonie aux musiques populaires de son pays, tout en proposant un autre modèle rythmique qui s'inspire plus particulièrement des particularités de la langue locale (celle parlée par les paysans ou les très jeunes). Il s'est inspiré également des sons de la nature, des chants d'oiseaux voire même de bruits relevant d'émotions humaines tels que le rire ou les pleurs. Ce style très original se retrouve non seulement dans ses nombreux opéras mais également dans sa musique instrumentale. Tout comme celle de Béla Bartók, la musique de Janáček s'inscrit déjà pleinement dans la modernité, même s'il existe parfois chez lui une tendance à idéaliser un passé communautaire ancestral, notamment dans sa Messe glagolitique (1926).

#### En Russie
Après la fondation par Mikhaïl Glinka et Alexandre Dargomyjski de l'école musicale russe, un groupe de jeunes musiciens (dont la plupart étaient de simples amateurs) : Alexandre Borodine, César Cui, Mili Balakirev, Modeste Moussorgski et Nikolaï Rimski-Korsakov formèrent le Groupe des Cinq. Avec leur science orchestrale héritée de celle d'Hector Berlioz, l'originalité de leur musique frappe par son caractère profondément russe. Plus proche de la tradition occidentale, l'art de Piotr Ilitch Tchaïkovski est plus spécifiquement celui d'un symphoniste qui vénère les compositeurs de la période classique comme Mozart. Suivant le modèle de Tchaïkovski, la musique d'Alexandre Glazounov et Sergueï Rachmaninov s'inscrit elle aussi dans le courant du romantisme tardif,. Initialement très marqué par le romantisme de Chopin et de Liszt, Alexandre Scriabine a développé ensuite un style très singulier en utilisant des modes et des harmonies particulièrement audacieuses qui annoncent les recherches ultérieures de Bartók et Messiaen.

#### En Angleterre
Outre-manche, le nationalisme musical fut essentiellement représenté par la figure d'Edward Elgar qui fut influencé à la fois par Wagner et Brahms,. À mi-chemin entre post-romantisme et impressionnisme, Frederick Delius, Arnold Bax, Gustav Holst puis Ralph Vaughan Williams s'inspirent quant à eux des musiques populaires ou folkloriques et ont accordé une grande importance au son. En plus de s'interesser aux traditions rurales et au folklore, Holst et Vaughan Williams avaient tous deux la particularité de recourir à des gammes pentatoniques et à des modes grégoriens. Elle aussi très marquée par l'esthétique post-romantique, la compositrice Ethel Smyth s'est ensuite tournée vers l'impressionnisme pour certaines de ses partitions.

#### En Scandinavie

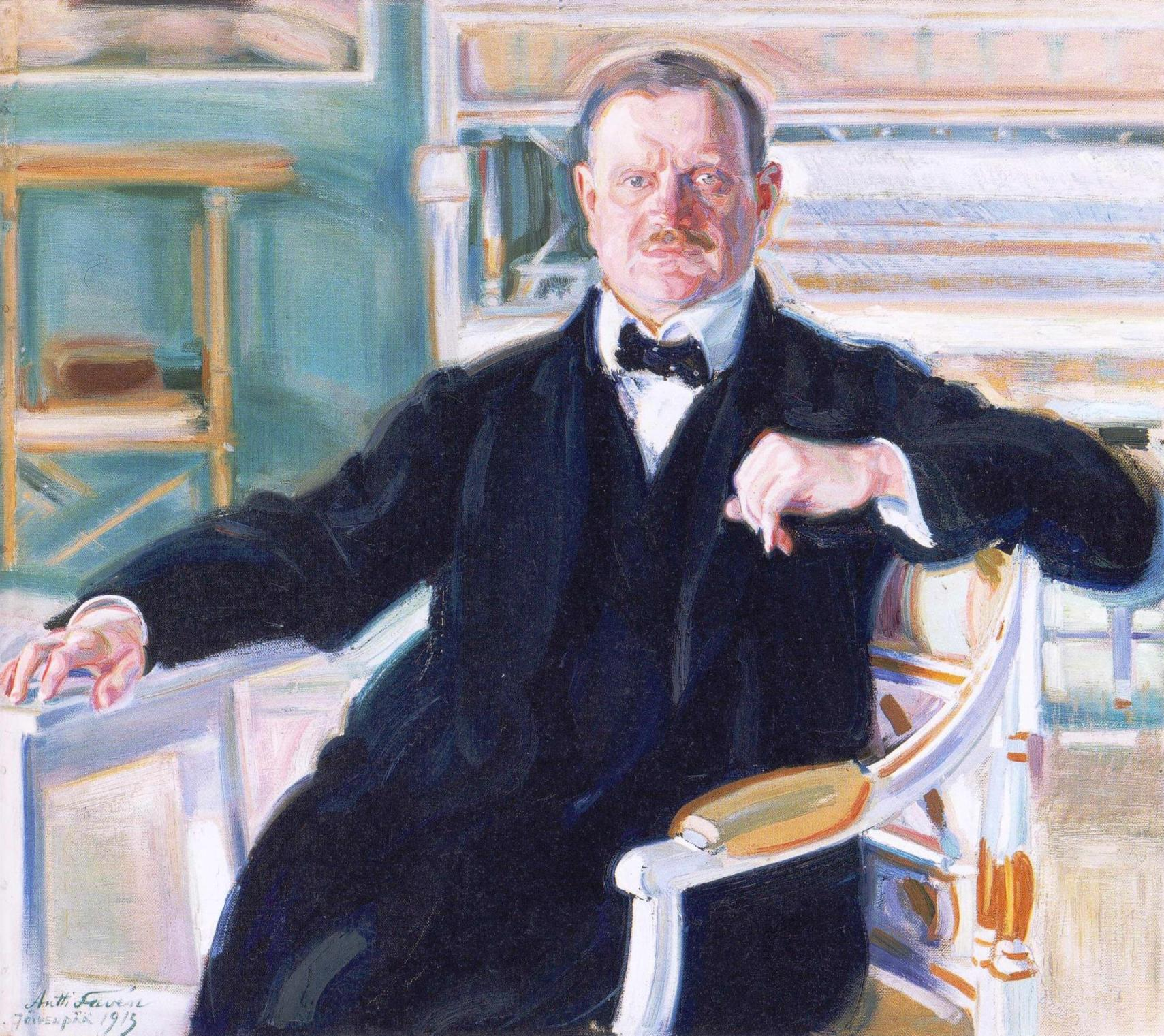
En Finlande, Sibelius fut le symbole du courant nationaliste.

En Norvège, le pianiste et compositeur Edvard Grieg est considéré de nos jours comme le plus grand musicien scandinave du XIXe siècle. Son sens mélodique, ses harmonies audacieuses et ses trouvailles pianistiques font de lui une sorte de chaînon manquant entre Liszt et Debussy. En Suède, les œuvres de Franz Berwald et Adolf Fredrik Lindblad sont, quant à elles, de style nettement plus occidental. Au Danemark, c'est Carl Nielsen qui symbolise le mieux le renouveau national, en particulier avec son opéra-comique Maskarade (aussi important pour les Danois que La Fiancée vendue en République tchèque).
En Finlande, le nationalisme est incarné par le célèbre Jean Sibelius, notamment avec le poème symphonique Finlandia qui est presque devenu une sorte d'hymne national. D'un caractère sombre et teintée de nostalgie, sa musique puisse aux sources du folklore, de l'épopée légendaire du Kalevala et de la poésie romantique finnoise. Particulièrement connu grâce à sa Valse triste, Sibelius nous a légué une œuvre immense, parmi laquelle se détachent sept symphonies, un unique Concerto pour violon et surtout ses Légendes de Lemminkäinen inspirées par le Kalevala qui comprennent, entre autres, la pièce Le Cygne de Tuonela qui figure parmi ses chefs-d'œuvre.

#### Littérature
- Jean-Louis Cabanès et Jean-Pierre Saïdah, La Fantaisie Post-Romantique, Presses Universitaires du Mirail, 2003, 648 p. (ISBN 978-2858166480, lire en ligne).
- « Chapitre VIII - Le post-romantisme et le réalisme », dans Charles Dédéyan (dir.), Le Critique en voyage ou Esquisse d'une histoire littéraire comparée, Didier, coll. « Hors collection », 1998 (ISBN 978-2864603559, présentation en ligne), p. 108-158.
- René Gallet, Romantisme et post-romantisme de Coleridge à Hardy : Nature et surnature, L'Harmattan, 2000, 190 p. (ISBN 978-2738445544, lire en ligne).
- René Gallet, Romantisme et postromantisme de Wordsworth à Pater, L'Harmattan, 2004, 224 p. (ISBN 978-2747575126, lire en ligne).
- Samuel Kunkel, L'orphisme et le roman post-romantique : Édouard Schuré, Joséphin Peladan, Arthur Machen, Algernon Blackwood, Otrante, 2023, 527 p. (ISBN 979-1097279202, présentation en ligne).

#### Musique
- Bojan Bujic, « Nationalismes et traditions nationales », dans Jean-Jacques Nattiez (dir.), Musiques : Une encyclopédie pour le XXIe siècle, vol. 1 : Musiques du XXe siècle, Actes Sud, 2003 (ISBN 2-7427-4204-2), p. 175-194.
- Roland de Candé, Histoire universelle de la musique, t. 2, Seuil, 1978 (ISBN 2-02-004977-5), « L'héritage romantique et les écoles nationales », p. 124-168.
- Brigitte François-Sappey, De Brahms à Mahler et Strauss : La musique post-romantique germanique, Fayard/Mirare, 2010, 266 p. (ISBN 978-2213655925, lire en ligne).
- Piotr Kaminski, Richard Strauss et le post-romantisme allemand, Le Livre de Poche, 2011, 448 p. (ISBN 978-2253156208).
- Jérôme Rossi, « L'harmonie post-romantique : bilan et perspectives », dans Jérôme Rossi (dir.), L'harmonie post-romantique : analyse et esthétique, Actes de la journée du 13 mai 2006, Paris, Université de Paris-Sorbonne, coll. « Conférences et séminaires » (no 26), 2007 (lire en ligne), p. 9-29.
- Jérôme Rossi, « Le post-romantisme musical anglais : une esthétique ? », dans Jérôme Rossi (dir.), L'esthétique post-romantique, Actes de la journée du 22 mars 2007, Paris, Université de Paris-Sorbonne, coll. « Conférences et séminaires » (no 35), 2008 (lire en ligne), p. 59-77.